# Agencourt
Cet article possède un paronyme, voir Agincourt.
Agencourt est une commune française située dans le département de la Côte-d'Or, en région Bourgogne-Franche-Comté.

## Géographie

### Communes limitrophes
| Nuits-Saint-Georges |           | Boncourt-le-Bois |
|                     | Agencourt |                  |
| Quincey             |           | Gerland          |

### Climat
Pour des articles plus généraux, voir Climat de la Bourgogne-Franche-Comté et Climat de la Côte-d'Or.
En 2010, le climat de la commune est de type climat océanique dégradé des plaines du Centre et du Nord, selon une étude du Centre national de la recherche scientifique s'appuyant sur une série de données couvrant la période 1971-2000. En 2020, Météo-France publie une typologie des climats de la France métropolitaine dans laquelle la commune est dans une zone de transition entre le climat océanique altéré et le climat océanique altéré et est dans la région climatique Bourgogne, vallée de la Saône, caractérisée par un bon ensoleillement (1 900 h/an), un été chaud (18,5 °C), un air sec au printemps et en été et des vents faibles.
Pour la période 1971-2000, la température annuelle moyenne est de 10,8 °C, avec une amplitude thermique annuelle de 18 °C. Le cumul annuel moyen de précipitations est de 767 mm, avec 11 jours de précipitations en janvier et 7,2 jours en juillet. Pour la période 1991-2020, la température moyenne annuelle observée sur la station météorologique de Météo-France la plus proche, « Saint-Nic. Citeaux », sur la commune de Saint-Nicolas-lès-Cîteaux à 6 km à vol d'oiseau, est de 11,2 °C et le cumul annuel moyen de précipitations est de 813,8 mm,. Pour l'avenir, les paramètres climatiques de la commune estimés pour 2050 selon différents scénarios d'émission de gaz à effet de serre sont consultables sur un site dédié publié par Météo-France en novembre 2022.

## Urbanisme

### Typologie
Au 1er janvier 2024, Agencourt est catégorisée commune rurale à habitat dispersé, selon la nouvelle grille communale de densité à 7 niveaux définie par l'Insee en 2022.
Elle appartient à l'unité urbaine de Nuits-Saint-Georges, une agglomération intra-départementale dont elle est une commune de la banlieue,. Par ailleurs la commune fait partie de l'aire d'attraction de Dijon, dont elle est une commune de la couronne,. Cette aire, qui regroupe 333 communes, est catégorisée dans les aires de 200 000 à moins de 700 000 habitants,.

### Occupation des sols
L'occupation des sols de la commune, telle qu'elle ressort de la base de données européenne d’occupation biophysique des sols Corine Land Cover (CLC), est marquée par l'importance des territoires agricoles (82,4 % en 2018), en diminution par rapport à 1990 (84,2 %). La répartition détaillée en 2018 est la suivante : terres arables (82,4 %), forêts (9,5 %), zones urbanisées (8,1 %). L'évolution de l’occupation des sols de la commune et de ses infrastructures peut être observée sur les différentes représentations cartographiques du territoire : la carte de Cassini (XVIIIe siècle), la carte d'état-major (1820-1866) et les cartes ou photos aériennes de l'IGN pour la période actuelle (1950 à aujourd'hui).

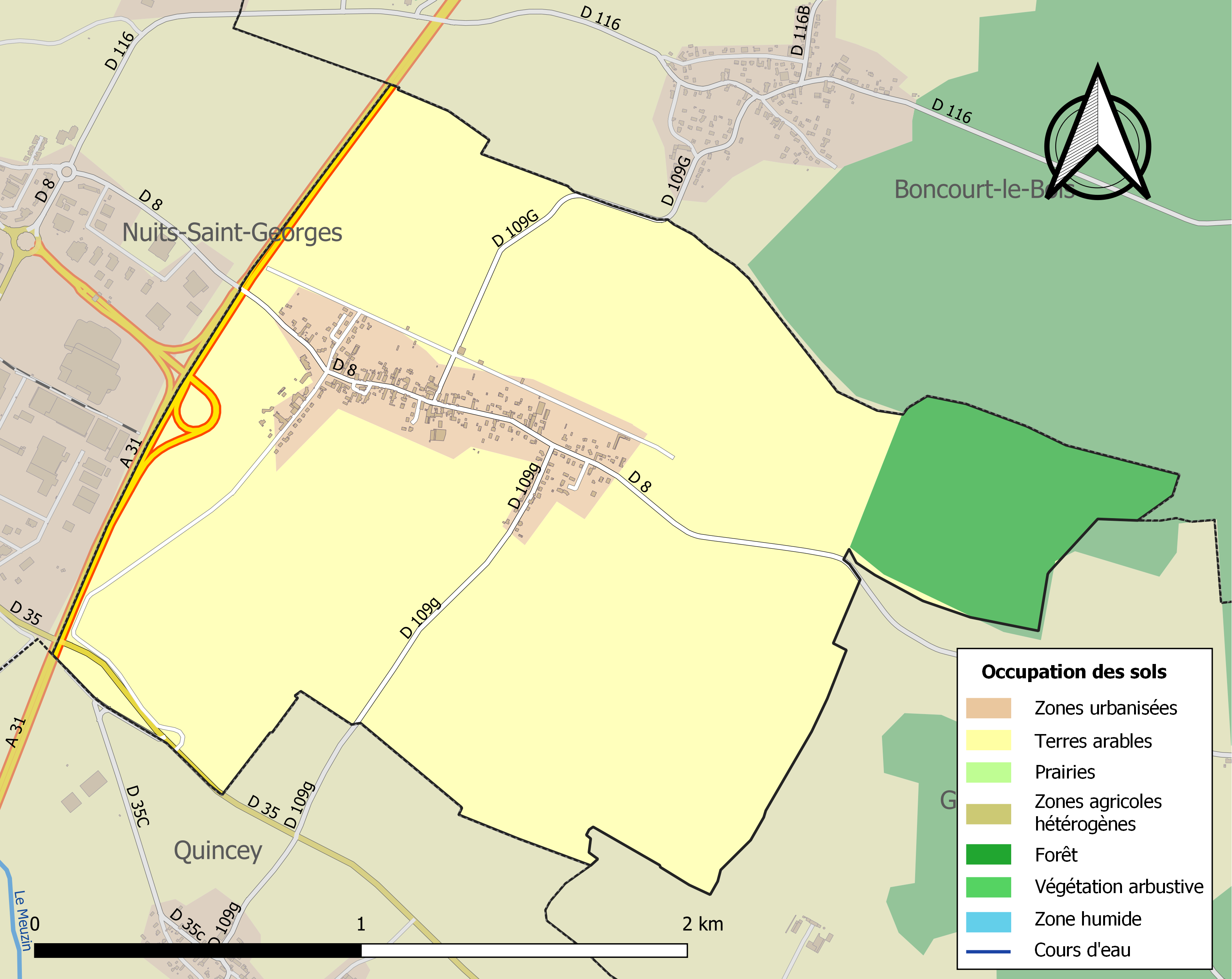
Carte des infrastructures et de l'occupation des sols de la commune en 2018 (CLC).

## Toponymie
Le nom de la localité se compose du nom de personne germanique Egin, et du bas latin curtis, qui signifie « cour de ferme, ferme fortifiée ». D’où le sens global de «  ferme d'Egin ».

## Histoire
Les archéologues estiment que la fondation d'Agencourt date de l'époque gallo-romaine, en faisant le rapprochement avec l'existence du site archéologique gallo-romain des Bollards, situé près de Nuits-Saint-Georges.
Mais la première mention écrite d'Agencourt date de l'an 1110, dans le cartulaire de Cîteaux.
Agencourt est apparue sur la voie romaine d'Agrippa, qui relie Lyon à Trèves, ce qui en a fait un lieu de commerce et de passage.
L'église d'Agencourt a été construite au XIIIe siècle. Il est également fait l'hypothèse que le château d'Agencourt existait déjà au XIIIe siècle, car Hugues IV de Bourgogne aurait échangé son domaine de Cussigny avec celui d'un de ses vassaux installé à Agencourt en 1268, afin de pouvoir bénéficier des vignes d'Agencourt et de la forêt giboyeuse de Cîteaux.
Mais là encore, la première trace écrite du château est plus tardive. Il est fait mention d'une forteresse à Agencourt en 1470.
Durant tout le XVe siècle et jusqu'en 1566, Agencourt est dirigée par la famille de Guillaume de Vichy. Puis à la fin du XVIe siècle, le contrôle passe à Jean puis Guillaume des Bruyères, les lieutenants de bailliage de Nuits (ancien nom de Nuits-Saint-Georges). Puis au XVIIe siècle, la famille Saint-Martin d'Agencourt devient la famille seigneuriale du village, et transforme le château en relais de chasse. Le roi Louis XIII y fera une halte afin d'aller chasser dans la forêt de Cîteaux.
En 1718, la maison Moron est construite, afin d'accueillir de nouveaux nobles dans le village.

## Politique et administration

### Liste des maires
| Période                                  | Période   | Identité           | Étiquette | Qualité                                  |
| ---------------------------------------- | --------- | ------------------ | --------- | ---------------------------------------- |
| mars 1971                                | mars1983  | Charles Quittanson |           | Inspecteur général des Fraudes, œnologue |
| mars 1989                                | mars 2008 | Jean Détain        |           | Exploitant agricole                      |
| mars 2008                                | mars 2014 | Alain Courteaux    |           |                                          |
| mars 2014                                | En cours  | Gilles Seguin      |           | Cadre supérieur                          |
| Les données manquantes sont à compléter. |           |                    |           |                                          |

## Démographie
L'évolution du nombre d'habitants est connue à travers les recensements de la population effectués dans la commune depuis 1793. Pour les communes de moins de 10 000 habitants, une enquête de recensement portant sur toute la population est réalisée tous les cinq ans, les populations de référence des années intermédiaires étant quant à elles estimées par interpolation ou extrapolation. Pour la commune, le premier recensement exhaustif entrant dans le cadre du nouveau dispositif a été réalisé en 2007.

En 2022, la commune comptait 428 habitants, en évolution de −5,93 % par rapport à 2016 (Côte-d'Or : +0,82 %, France hors Mayotte : +2,11 %).
| 1793 | 1800 | 1806 | 1821 | 1836 | 1841 | 1846 | 1851 | 1856 |
| ---- | ---- | ---- | ---- | ---- | ---- | ---- | ---- | ---- |
| 150  | 192  | 203  | 167  | 174  | 167  | 173  | 172  | 156  |

| 1861 | 1866 | 1872 | 1876 | 1881 | 1886 | 1891 | 1896 | 1901 |
| ---- | ---- | ---- | ---- | ---- | ---- | ---- | ---- | ---- |
| 176  | 207  | 202  | 243  | 281  | 286  | 292  | 269  | 300  |

| 1906 | 1911 | 1921 | 1926 | 1931 | 1936 | 1946 | 1954 | 1962 |
| ---- | ---- | ---- | ---- | ---- | ---- | ---- | ---- | ---- |
| 273  | 257  | 245  | 232  | 224  | 231  | 224  | 229  | 181  |

| 1968 | 1975 | 1982 | 1990 | 1999 | 2006 | 2007 | 2012 | 2017 |
| ---- | ---- | ---- | ---- | ---- | ---- | ---- | ---- | ---- |
| 183  | 236  | 268  | 361  | 422  | 400  | 395  | 433  | 460  |

| 2022 | - | - | - | - | - | - | - | - |
| ---- | - | - | - | - | - | - | - | - |
| 428  | - | - | - | - | - | - | - | - |

## Culture locale et patrimoine

### Lieux et monuments
- Maison forte d'Agencourt ; vestiges des douves, d'un corps de logis du XVIIe siècle et des écuries de 1643[17]  Inscrit MH (1991).

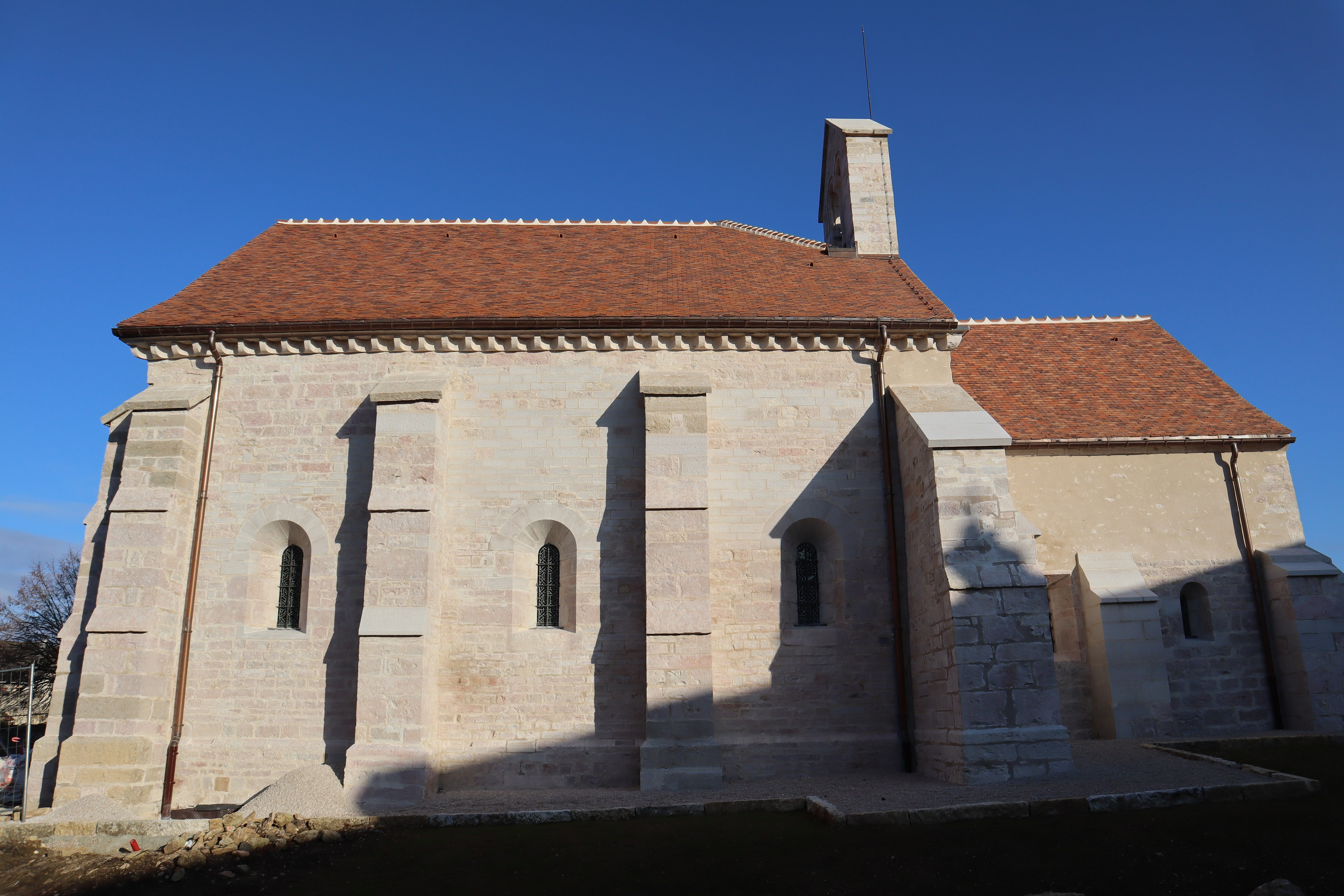
Église Notre-Dame.

- Église Notre-Dame.

### Héraldique
| Blason de {{{commune}}} | Blason  | De vair de quatre tires, au pal d'or chargé d'un pal de gueules, surchargé d'un clocheton à deux cloches d'argent, maçonné de sable. |
| Blason de {{{commune}}} | Détails | Le statut officiel du blason reste à déterminer.                                                                                     |